# Lac-Frontière
Lac-Frontière è un comune del Canada, situato nella provincia del Québec, nella regione di Chaudière-Appalaches.
La località si trova al confine con gli Stati Uniti d'America.